# Jorge Carrascosa
Jorge Carrascosa (15 de agosto de 1948) é um ex-futebolista argentino que competiu na Copa do Mundo FIFA de 1974.